# المضباع (ذمار)

تعديل مصدري - تعديل

المضباع هي إحدى قرى محافظة ذمار في الجمهورية اليمنية.

## الموقع
تقع قرية المضباع في عزلة عنبان بمديرية المنار التابعة لمحافظة ذمار، في اليمن.

## السكان
بلغ عداد سكانها 793 نسمة بحسب الإحصاء للسكان والمساكن والمنشآت في اليمن لعام 2004.

## روابط خارجية
- الجهاز المركزي للإحصاء بالجمهورية اليمنية
- المركز الوطني للمعلومات باليمن
- الدليل الشامل